# Thiézac
Thiézac település Franciaországban, Cantal megyében. Lakosainak száma 596 fő (2022. január 1.). Thiézac Lascelle, Mandailles-Saint-Julien, Saint-Cirgues-de-Jordanne, Saint-Clément, Saint-Jacques-des-Blats és Vic-sur-Cère községekkel határos.

## Népesség
A település népessége az elmúlt években az alábbi módon változott:
| Lakosok száma | 1010 | 742  | 693  | 602  | 614  | 605  | 604  | 602  | 602  | 596  |
|               | 1968 | 1982 | 1990 | 2006 | 2013 | 2015 | 2017 | 2019 | 2020 | 2022 |